# Radetzkymarsch

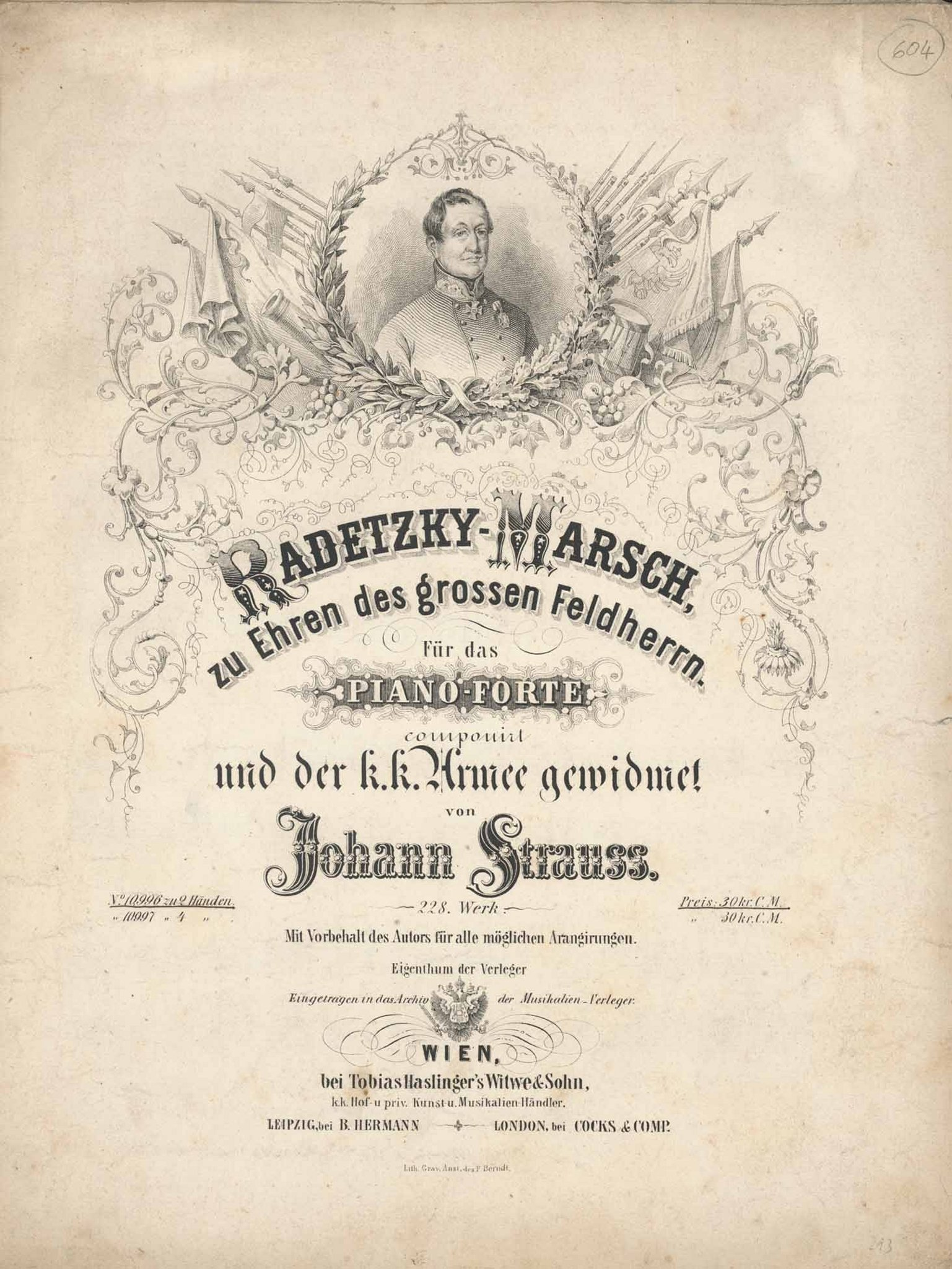
Radetzky-Marsch. Nothäftets omslag.

Radetzkymarsch, op. 228, är en marsch komponerad av Johann Strauss den äldre 1848. Den är tillägnad fältmarskalk Josef Wenzel Radetzky von Radetz som genom en rad segrar räddade Österrikes maktställning i norra Italien under revolutionsåren 1848–1849. 
När marschen spelades första gången 31 augusti 1848 inför österrikiska officerare började de spontant att klappa i händerna och stampa med fötterna när de hörde det rytmiska temat. Traditionen att publiken klappar i takt till musiken har fortsatt fram till våra dagar. Marschen spelas nästan alltid som sista nummer av Wienerfilharmonikerna vid den traditionella Nyårskonserten från Wien på Nyårsdagen. 
1 januari 2005 spelade inte orkestern Radetzkymarschen med tanke på den förödande tsunamikatastrofen i Indiska oceanen några dagar tidigare.
Inför nyårskonserten 2020 meddelade Wienfilharmonikerna att de avsåg att skapa en ny version av stycket. Den version man hade spelat varje år sedan 1946 är arrangerad av Leopold Weninger, en tysk tonsättare med nazisympatier, och man ville ta avstånd från det nazistiska arvet.
Joseph Roth skrev 1932 Radetzkymarschen, en släktsaga som utspelas under dubbelmonarkins epok och vars namn anspelar på styckets symboliska betydelse i romanen.